# Gwynn (Virginia)
Gwynn es un lugar designado por el censo situado en el condado de Mathews, Virginia  (Estados Unidos). Según el censo de 2010 tenía una población de 602 habitantes. Se encuentra en Gwynn's Island, a 8 km al noroeste de Mathews. 

## Demografía
Según el censo de 2010, Gwynn tenía una población en la que el 93,0% eran blancos; el 1,7% afroamericanos; el 0,2% eran indios americanos y nativos de Alaska; el 0,8% eran asiáticos; el 0,0% hawaianos y otros isleños del Pacífico; el 0,3% de otra raza, y el 0,6% a partir de dos o más razas. El 1,5% del total de la población eran hispanos o latinos de cualquier raza.